# 大野二郎
大野 二郎（おおの じろう、1948年 - ）は、日本の建築家。
（公社）日本建築家協会JIA登録建築家、（一社）太陽エネルギー学会JSESフェロー。(NPO)再生可能エネルギー協議会理事、
（株）日本設計（第三建築設計群、都市計群群、日本設計環境創造マネジメントセンター(CEDeMa)長）
建築学科非常勤講師歴（日本大学、工学院大学、首都大学、法政大学、東京理科大学、他）
福島県生まれ。

## 経歴
- 1972年、日本大学理工学部建築学科卒業
- 1974年、同大学大学院理工学研究科建設工学専攻修士課程修了後､日本設計入社
- 1998年-2000年、日本建築家協会関東・甲信越支部デザイン部会長
- 1997年- 新エネルギー･産業技術総合開発機構(NEDO)委員
- 1998年- IEA PVPS･TASK7専門家委員

## 受賞歴
- 1983年、｢沖縄熱帯ドリームセンター｣でBCS賞受賞、1987年には第28回建設業協会賞。1990年には公共建築賞文化施設部門本賞。
- 1999年、｢パサージュガーデン渋谷投資育成ビル｣でグッドデザイン賞受賞
- 1985年、｢取手駅西口景観計画｣で全国建設技術者協会建設大臣賞
- 1999年、｢パサージュガーデン渋谷 投資育成ビル｣でグッドデザイン賞、2002年第3回JIA環境建築賞。
- 2000年、「J-House」東京電力住宅デザイン賞。
  - そのほかの作品では、日本大学理工学部船橋校舎14号館でJIA環境建築優秀賞他を受賞している。

## 著
- 「ソーラーアーキテクチュア・デザインブック」（彰国社、共著）
- 「PV建築デザインガイド」(NEDO、共著)

## 委員会等
- 日本建築学会「サステナブル建築デザイン」小委員会主査
- 日本建築家協会環境ラボ副委員長
- 日本太陽エネルギー学会理事

他